# Llista de vescomtes de Carcassona
Llista de vescomtes del Vescomtat de Carcassona:

## Dinastia privativa
- 1082-1101 Ermengarda

## Dinastia Trencavell
- 1101-1129 Bernat Ató IV Trencavell
- 1129-1150 Roger I Trencavell
- 1150-1167 Ramon I Trencavell
- 1167-1194 Roger II Trencavell
  - 1167-? Ramon Trencavell II (associat)
- 1194-1209 Ramon Roger Trencavell

* 1209 Territori conquerit per Simó IV de Montfort durant la Croada albigesa, que és elegit vescomte de Carcassona.

## Dinastia Montfort
- 1209-1218 Simó IV de Montfort
- 1218-1224 Amaurí IV de Montfort

* 1224 Amaurí IV de Montfort el cedeix a la corona de França. Del 1224 al 1227 i durant el 1247 Ramon Trencavell II l'ocuparà temporalment.